# Christian Baumeister

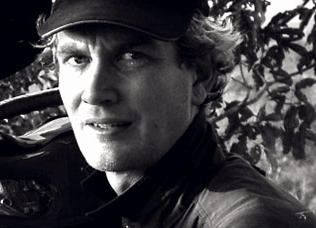
Christian Baumeister (2008)

Christian Baumeister (* 24. Dezember 1971 in Nottuln) ist ein deutscher Tierfilmer, Regisseur und Produzent.

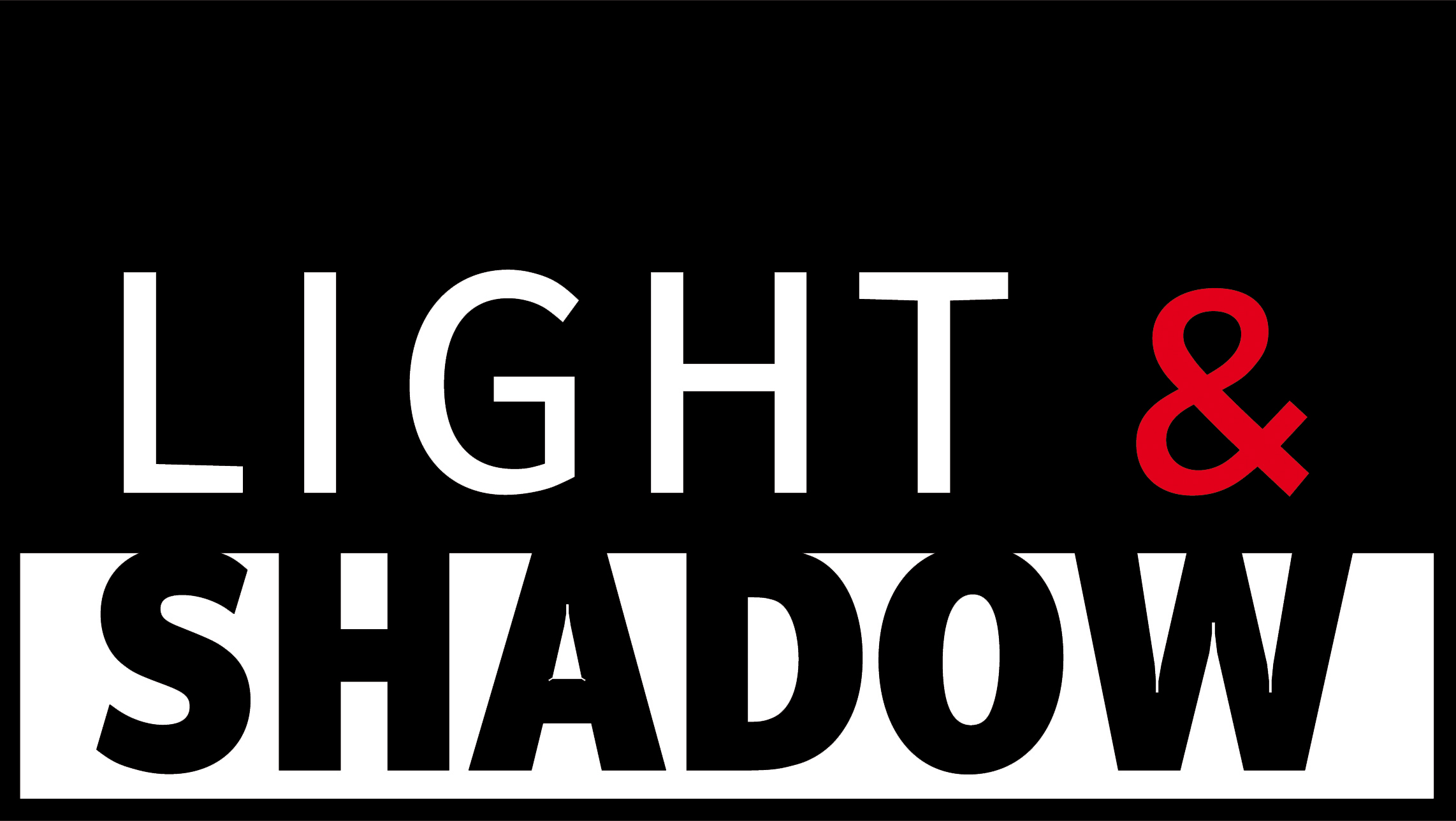
Light & Shadow GmbH wurde 2001 von Christian Baumeister gegründet.

## Leben
Baumeister wurde 1971 in Nottuln geboren. Er legte das Abitur am St.-Pius-Gymnasium Coesfeld ab. Anschließend studierte er Biologie an der Westfälischen Wilhelms-Universität in Münster und absolvierte anschließend ein Tierfilmstudium in England. Seine bisherigen Projekte führten Christian Baumeister nach Europa, Afrika, Asien und Südamerika.
2001 gründete der Filmemacher die Produktionsfirma Light & Shadow GmbH mit Sitz in Münster und Rio de Janeiro (Brasilien). Seither hat er sich mit Produktionen auf dem internationalen Fernsehmarkt etabliert und arbeitet mit Fernsehanstalten wie ARD, ZDF, BBC, ARTE, ORF, NDR, Discovery Channel, Smithsonian Channel und National Geographic Channel zusammen.
Für seine 3-Teilige Naturfilmserie "Die Anden – Natur am Limit" erhielt Baumeister 2019 zwei EMMY AWARD Nominierungen in den Kategorien "Outstanding Cinematography" und "Outstanding Music & Sound".
Aktuell produziert er eine aufwendige 6-teilige Naturfilmserie über die Tierwelt Europas, die im Frühjahr 2025 in der ARD ausgestrahlt wird.

## Filmografie

### Serien
- 2025: Europa - Ein Kontinent - Fünf Welten (UHD) 6 x 50 / 1 x 90 min - Light & Shadow GmbH für ARD, WDR, NDR Naturfilm, arte, ORF, SVT, NRK, YLE, DR
- 2022: Wildes Argentinien (UHD) 3 × 50 / 1 × 90 min - Light & Shadow GmbH für WDR, NDR Naturfilm, arte, ORF und National Geographic
- 2018: Die Anden – Natur am Limit (UHD) 3 × 50 min / 1 × 90 min - Light & Shadow GmbH für WDR, Smithsonian Channel, NDR Naturfilm, Arte, ORF, SVT, SRF, Authentic Distribution
- 2014: Wildes Brasilien (HD) 5 × 50 min - Light & Shadow GmbH für Terra Mater Factual Studios, National Geographic Wild
- 2010: Mythos Amazonas (HD) 3 × 45 min - Grüne Hölle oder Paradies? – Triumph des Lebens – Alarm im Regenwald – Light & Shadow GmbH für NDR Naturfilm, Arte, ORF, Parthenon Entertainment Ltd. / National Geographic Channel International, Animal Planet

### Produktion, Regie und Kamera
- 2022: Magische Momente der Natur (UHD) 43 min - Light & Shadow GmbH für WDR, NDR, arte und ORF
- 2020: Drehkreuz Rieselfelder - Vogelparadies im Herzen Europas (UHD) 43 min - Light & Shadow GmbH für WDR, arte
- 2019: Portugal – Europas Wilder Westen (UHD) 43 min - Light & Shadow GmbH für WDR, NDR Naturfilm
- 2016: Wildes Ruhrgebiet (HD) 43 min – Light & Shadow GmbH für WDR, NDR Naturfilm, Albatross World Sales
- 2012: Waschbären – Einwanderer aus Wildwest (HD) 43 min (Regie: Heiko de Groot) – Light & Shadow GmbH für WDR, NDR Naturfilm, Albatross World Sales
- 2011: Jaguar – Heimlicher Jäger Hautnah – (HD) 50 min – Light & Shadow GmbH für NDR Naturfilm, Arte, National Geographic Channel
- 2011: Die letzten Europas – Wildpferde im Münsterland – (HD) 50 min – Light & Shadow GmbH für WDR, NDR Naturfilm, Off-the-Fence
- 2010: Schlaue Meerschweinchen – (HD) 43 min (Regie: Herbert Ostwald) – Light & Shadow GmbH für ZDF, Arte, ZDF Enterprises
- 2010: Russland – Im Reich der Tiger, Bären und Vulkane (Kinofilm) 91 min – Sprecher: Siegfried Rauch
- 2008: Kamtschatka[7] – Land aus Feuer und Eis (HD) 50 min – Light & Shadow GmbH für NDR Naturfilm, WDR, Parthenon Entertainment, NGCI, Animal Planet US
- 2006: Die größten Wasserfälle der Erde – Naturwunder Iguaçu (HD) 50 min – Light & Shadow GmbH für NDR, BBC, ORF and Parthenon Entertainment / NGCI (HD)
- 2004: Wildes Rio (HD) 50 min – Light & Shadow GmbH für NDR Naturfilm, ORF, Parthenon Entertainment Ltd. / National Geographic Channel International
- 2002: Viva Vicuña (HD) 50 min – Light & Shadow GmbH für ZDF, ARTE & Discovery Communications

### Bildregie
- 2005: Lang Lang in China (HD) 130 min: Nightfrog für ARD / Deutsche Grammophon (Regie: Benedict Mirow)

### Kameramann
- 2003: Camels – NDR Naturfilm für Parthenon Entertainment / NGCI
- 2002: Eaten Alive – BBC-NHU
- 2001: Bloody Suckers – NHNZ für PBS
- 1999: Wild Sex – NHNZ für Discovery Communications
- 1999: A Wild Life – NHNZ für Discovery Communications
- 1997: Skoovsgaard – vierteilige Serie – Loke Film für TV2

### Kameraassistenz
- 2000: Inca Animals – Heinz von Matthey für ZDF, ORF & Discovery Communications Inc.
- 1998: Lions of Etosha – Rudolph Lammers für ZDF
- 1998: Animal Hospital – Engstfeld Film für ZDF
- 1998: Fabulous Animals – Gruppe 5 für WDR & CANAL+
- 1997: Dr. Knock – Regie: Dominic Graf für BR

## Auszeichnungen (Auswahl)
- 40th NEWS & DOCUMENTARY EMMY AWARD Nomination[8], USA, 2019 * Outstanding Music & Sound * Outstanding Cinematography
- UNITED NATIONS - Internatinal Forest Film Awards, Special Jury Award 2010
- New York Festivals 2019 TV & FILM Awards[9] * SILVER MEDAL NATURE AND WILDLIFE * SILVER MEDAL FEATURE DOC * GOLD MEDAL CINEMATOGRAPHY
- World Media Festival, Hamburg 2019 * INTERMEDIA AWARD GOLD[10], Nature & Wildlife
- Green Screen, Deutschland, 2011: SH:Z Publikumspreis
- Darsser Naturfilmfestival, Deutschland, 2011: Tiere und Lebensräume
- Durban Wild Talk Africa, South Africa, 2011, Drehbuchpreis
- FIFA / Albert, France, 2012, Wissenschaftspreis, Spezialpreis für das beste Drehbuch
- Sichuan TV Festival, China, 2011, Finalist (Beste Kamera)
- Namur, Belgium, 2011, Großer Preis
- New York Festivals Television Broadcasting, USA, 2008: SILVER WORLD MEDAL NATURE & WILDLIFE
- Darsser Naturfilmfestival, Deutschland, 2007, Goldener Kranich